# San Jacinto (Californië)
San Jacinto is een plaats (city) in de Amerikaanse staat Californië en valt bestuurlijk gezien onder Riverside County.

## Demografie
Bij de volkstelling in 2000 werd het aantal inwoners vastgesteld op 23.779.
In 2006 is het aantal inwoners door het United States Census Bureau geschat op 35.060, een stijging van 11281 (47.4%).

## Geografie
Volgens het United States Census Bureau beslaat de plaats een oppervlakte van
65,5 km², waarvan 64,5 km² land en 1,0 km² water. San Jacinto ligt op ongeveer 500 m boven zeeniveau.

## Plaatsen in de nabije omgeving
De onderstaande figuur toont nabijgelegen plaatsen in een straal van 16 km rond San Jacinto.